# Wolfsegg am Hausruck
Wolfsegg am Hausruck – gmina targowa w Austrii, w kraju związkowym Górna Austria, w powiecie Vöcklabruck. 1 stycznia 2015 liczyła 1999 mieszkańców.
W mieście rozwinął się przemysł elektromaszynowy.

## Przypisy

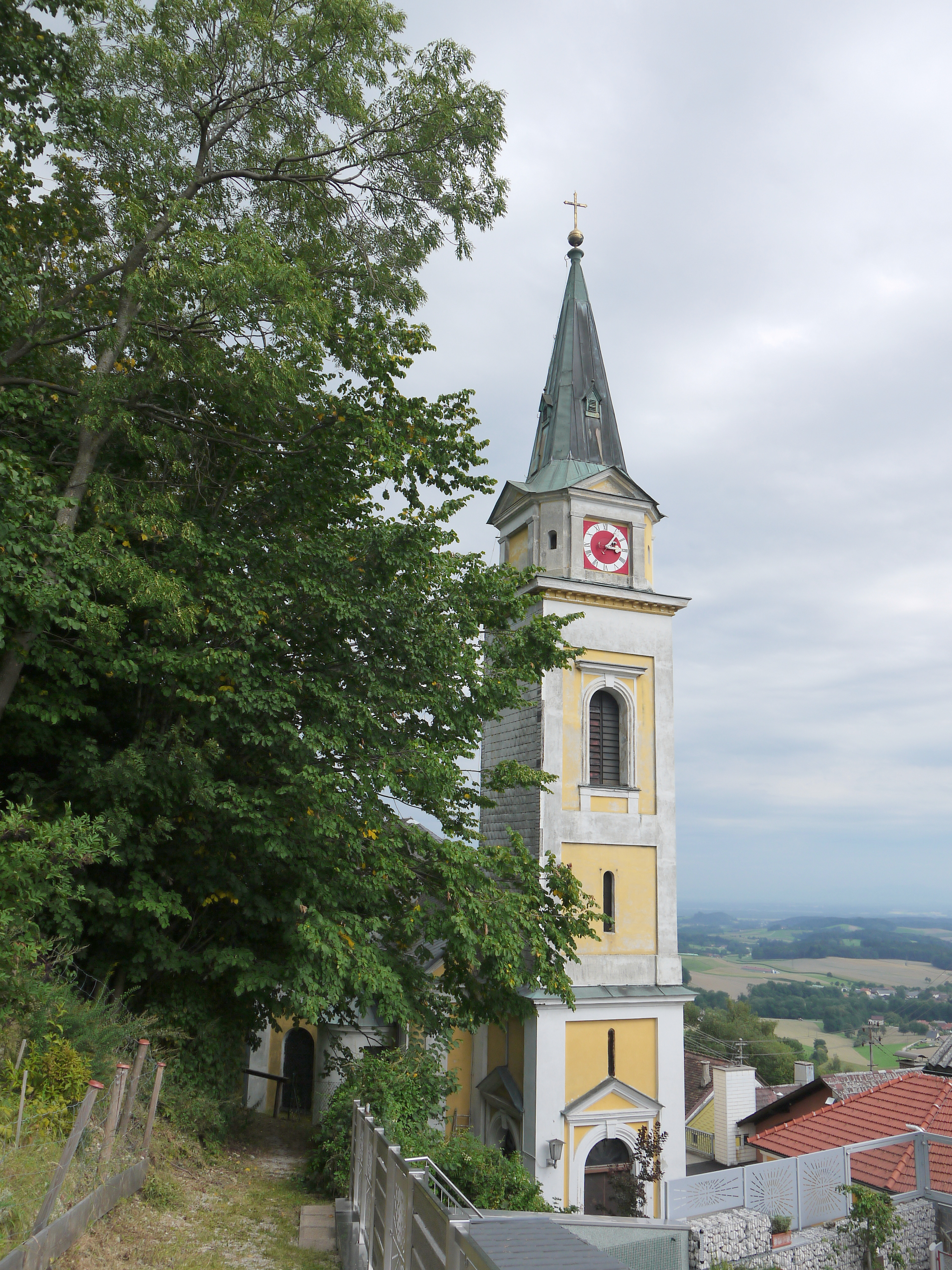
Kościół w Wolfsegg